# Envidia Kotxina
Envidia Kotxina és un grup de punk format a Madrid el 1994.

## Trajectòria
El 1997, després de tres anys del naixement d'Envidia Kotxina graven en tres nits amb baix pressupost la maqueta Kuerpos sanos, mentes enfermas, si bé la idea era deixar-les pels petits locals, i així poder començar a tocar en directe. Però Diego, un amic i posterior col·laborador, li va passar una de les còpies a Natxo W.C., el qual ràpidament s'interessa en el projecte i contacta amb la banda, proposant-los la possibilitat d'editar-la i distribuir-la.
Amb una bona acceptació de la seva maqueta, el grup comença a ser conegut i comencen a tocar fora de Madrid i componen nous temes i graven Kampos de exterminio entre els mesos de maig i agost de 1998 incloent alguns temes de la maqueta amb una producció millor. La primavera de 1999 entren de nou a l'estudi, aquesta vegada per a participar en el disc tribut a Eskorbuto editat per Diego Cerdán, gravant una versió d'«El Infierno es demasiado dulce» que sortirà a la llum a la fi d'aquell mateix any en el Volum I d'Último tren con destino al infierno.
El setembre del 2000 comença l'enregistrament d'En boka zerrada, amb setze nous temes, després de gairebé dos anys, que va ser gravat en dues ocasions, la primera amb Antonio a la bateria i la segona amb el seu substitut, Jesús Marmota, car no van quedar satisfets amb el resultat final del primer enregistrament.
A finals del 2003, sota la producció de Kosta (Boikot), completen el seu darrer treball, Así en la tierra com en el zielo, en el qual s'aprecien temes més elaborats i un so més compacte. La música i idees de la banda es difonen de manera creixent i d'una forma totalment atípica. És potser la banda més desconeguda a nivell de mitjans i amb un suport social cada vegada més notable: comencen a arribar bones crítiques des d'Amèrica Llatina i augmenta la participació en festivals de reconegut prestigi a nivell estatal.

## Membres actuals
- Ziku: guitarra i veu[3]
- Ángel: guitarra i veu
- David: baix i cors
- Jesús Marmota: bateria

### Membres originals
- Josito: veu
- Ángel: guitarra
- David Ziku: baix
- Antonio: bateria

## Discografia
- Kuerpos sanos, mentes enfermas (1997, maqueta)
- Kampos de exterminio (1998)
- En boka zerrada (2001)
- Asi en la tierra komo en el zielo (2003)
- Difícil ser humano (2008)
- Cuando las bocas comen silencio (2011)[4]
- Kontratiempos (2014)[5]